# Enquêtes extraordinaires
Ne doit pas être confondu avec Les Enquêtes extraordinaires ou Histoires extraordinaires (série télévisée, 1961).

Enquêtes extraordinaires est une série documentaire française diffusée sur M6 en 2010 et présentée par Stéphane Allix, ancien reporter de guerre et fondateur de la société INREES (Institut de Recherche sur les Expériences Extraordinaires).

## Concept
Chaque film documentaire explore un phénomène inexpliqué (les guérisseurs, le 6e sens, les frontières de la vie, les OVNIs), recueille des témoignages et rencontre des scientifiques qui étudient ces phénomènes de manière approfondie.

## Liste des épisodes

### Première saison
1. Guérisseurs, magnétiseurs et barreurs de feu
2. Prémonition, télépathie, voyance, avons-nous tous un sixième sens ?
3. Ils sont revenus de la mort
4. Ils reçoivent des signes de l'au-delà
5. Ils parlent aux animaux
6. Enlevés (documentaire sur les OVNIs en bonus du coffret 6 DVD de la saison 1)

### Deuxième saison
1. Les énergies qui traversent nos maisons
2. Ils guérissent par l'énergie
3. Ils ont vu des OVNIs
4. Contacts avec des extraterrestres
5. Ils communiquent avec les morts
6. La réincarnation